# 12 Victoria
12 Victoria, asteroid glavnog pojasa. Otkrio ga je John Russell Hind, 13. rujna 1850. iz Londona. 

## Vanjske poveznice
- Minor Planet Center

… |  11 Parthenope  | 12 Victoria |  13 Egeria | …